# Thomas Zhao Fengwu
Thomas Zhao Fengwu SVD (* 14. Juni 1920 in Jining, Shandong; † 15. August 2005 in Tengzhou), chinesisch 趙鳳梧, war ein chinesischer katholischer Geistlicher und offiziell nicht anerkannter Bischof der Diözese von Yanzhou im Osten Chinas.

## Leben
Thomas Zhao Fengwu studierte von 1931 bis 1939 in Yangzhou und von 1939 bis 1945 im Sacred Heart Seminary der Steyler Missionare. Er empfing am 20. April 1945 das Sakrament der Priesterweihe. Am 18. Mai 1993 spendete ihm Joseph Zhong Huai-de insgeheim die Bischofsweihe.
Bischof Zhao wurde in der Nacht zum 15. August 2005 schwerkrank aufgefunden und starb noch im Laufe desselben Tages.
Er beherrschte die deutsche Sprache.